# 吴敬琏
吴敬琏（1930年1月24日—），男，江苏武进人，生于南京，中国经济学家，任职于国务院发展研究中心市场经济研究所。

## 生平
1941年，小学毕业后，吴敬琏考进重庆南开中学。吴敬琏1946年考入金陵中学，1949年进入金陵大学，因病于1950年正式入学，入学后转入金陵大学经济系。1952年高等院校调整转入上海复旦大学经济系，1954年毕业。
1955年到1956年随阿·毕尔曼研究企业财务和国家财政问题，1956年到1957年参加全国范围的体制调查和体制改革研究。1976年以后，他进入了工作最紧张、成果最丰硕的时期，1982年和别人合写的《关于社会主义经济的计划经济属性和商品经济属性》和《试论社会主义计划经济的调节方式》等文章，提出社会主义经济具有商品经济的属性。1983年至1984年7月赴美国耶鲁大学进行调查研究。
2015年受时任国务院总理李克强邀请在中南海参加《政府工作报告》座谈会，李克强在介绍时尊敬称呼“吴敬琏先生”。

## 著作
吴敬琏出版著作40余种。如：
- 《经济改革问题探索》1987中国展望出版社
- 《通向市场经济之路》1992北京工业大学出版社
- 《构筑市场经济的基础结构》1997中国经济出版社
- 《呼唤法治的市场经济》2007三联书店
- 《影子里的中国》2013江苏文艺出版社

文集
- 《吴敬琏自选集》学习出版社 / 2008-12
- 《吴敬琏文集》 上中下，中央编译出版社 / 2013-04
- 《吴敬琏改革文选》上下卷，上海三联书店 / 2021-01

## 社会兼职
- 国务院发展研究中心研究员
- 中国人民政治协商会议第九届全国委员会常务委员、经济委员会副主任
- 中国社会科学院研究生院教授
- 上海中欧国际工商学院教授
- 中国国际金融公司首席经济学家
- 中国石油股份有限公司独立董事
- 中国联通独立董事

## 獎項
- 2011年 第一财经網站金融价值榜 年度公共经济学家 [7]
- 2023年 网易年度最具影响力经济学家奖[1]

## 观点与言論
- 曾经提出中国股市“赌场论”[9]，但對於網民質疑其他國家的股市是否也全是賭場，未做回應。
- 在2007年3月参加政协会议期间，他发表了一系列言论，从反对春运铁路票价不上浮到主张城市拆迁不应按市场价补偿等等，他的评论引发了很大争议。
- 2013年5月12日，吴敬琏在北京聲稱：「强势政府、动用资源、海量投资的中国模式是强弩之末，这是一条死路、绝路。”[10]

## 評價
吴敬琏為爭議人物，評價兩極，有人稱為为“中国经济学界良心”，也有人稱為“反黨反社會主義的破壞分子”，亦有稱之為風向變色龍。
- 曾有中国共识网刊文称吴敬琏是个变色龙，六四事件发生前的1988年大赞赵紫阳而大贬李鹏，但六四事件刚结束，吴敬琏就写文批判赵紫阳[11]，使李鹏如获至宝，印发中直机关干部阅读，但吴不承认他写过这篇文章。当时，邓小平一句“不争论”使批赵派停止攻击赵紫阳，吴敬琏的檄文也没有扩大散发。[12]
- 中國人民大學馬克思主義學院教授周新城，2018年曾在共產黨標誌性刊物《求是》雜誌上點名批評，認為吴敬琏等「張五常之流」本質是「赤裸裸地反黨反社會主義的新自由主義分子」，總是希望國企往民營化越走越遠，最好有一天沒有國企，卻忽略一個國家有比所謂效率更重要的其他價值，例如政府對社會資源的指揮權、防止外國人掌控要害部門、犧牲公司營收以照顧底層人民等等，非金錢數字能衡量的價值。[13]比如美國雖然看似巨大的經濟體與財富，但政府卻掌握的極少，大量財富與權力在私人企業手中，導致美國無法發動一帶一路之類的大型計劃擴增影響力，動輒還有市政府破產連消防車都買不起，而美國總統也淪為四處在國際上勒索找別國要錢，導致全球地位和形象的下滑。而張五常、吳敬璉等人整天只愛談單一企業的營收、效率云云，忽略國家的其他價值。[14]

## 家庭
母亲邓季惺是报人，生父吴竹似、继父陈铭德都是《新民报》（《新民晚报》前身）的创办人。
表妹邓传理，外甥女黄圣依。
女儿吴晓莲，美籍心理学家。